# 729限電危機
729限電危機是指2017年7月29日到同年8月14日，發生在臺灣的限制用電危機。2017年7月29日，因颱風導致和平電廠輸電電塔倒塌，電廠所生產的電力無法外送，台電的備轉容量頓失132萬瓩，由於此前台灣就已面臨缺電，於是全台直接進入從電塔倒塌到修復歷時兩周的限電危機。

## 政府的危機應變
為期兩周的限電危機期間，中央政府除了下令所有公務機關從13時到15時禁止開啟冷氣，並嚴格稽查室內空調溫度低於26度的店家，也指示台電在需量競價上賠本加碼，引起環保團體抗議。學者李敏則持續警示政府台灣面臨「人為」限電危機，強調「電力系統的裝置容量真的不夠嗎？核一廠一號機與核二廠二號機兩部機組裝置容量超過一百六十萬瓩，這些電力因立法權霸凌行政權而未使用。」、「若需求量大於供應量，不執行『不預警斷電』，發電裝置會因保護裝置動作與系統解聯，供電系統崩潰，造成大區域範圍停電。」

### 總統
蔡英文總統於臉書發文表示：東澳號第72號（和平電廠）電塔的倒塌造成輸電中斷，是未來兩週供電吃緊的原因。台灣用電需求最高的時候，就是現在夏天中午11點到3點之間。在這個尖峰時段節約用電，就能夠紓解供電的壓力。分散尖峰用電是政府推動能源轉型的既定政策，也陸續在執行，但是，因應這一次突如其來的天災，仍然要靠全民團結一致，國家才能度過難關。

## 各界反應
2017年8月1日，中華民國立法院院長蘇嘉全配合中央政府「關冷氣」政策，立法院助理鄭照新說：「過去民進黨批評馬政府虛偽，那現在他們自己呢？公部門是用電大戶，在下午1時到3時最熱的時間限電，只是降低公部門辦事效率，這麼熱誰有辦法辦公？如果政府把人的腦能和動能也當作一種效能，那政府的作法並沒有節能，這只是能源轉型失敗又不好意思承認。」
2017年8月2日，響應政院節電政策，民進黨部也關冷氣。能源專家黃士修推估，「假設一台冷氣需用電2000瓦，再假設政府有20個部門，每個部門有100台冷氣，換算下來就是400萬瓦的功率，但台灣尖峰用電需求為36000百萬瓦，全國公務機關限時關冷氣頂多省下0.01%的電力。政府目前提出『需量競價』等政策，等於付錢給廠商在尖峰用電時段把產線停下來，讓廠商有利可圖，其實早已實質限電。我國的法定備用容量率是15%，但在政治干預核一廠1號機與核二廠2號機長期無法重啟的情況下，就算加入林口電廠新增的機組，我國的實質備用容量率也僅8%左右，所以每天的備轉容量率都在2至6%之間徘徊，一旦有機組出事，就是準備限電。」
2017年8月2日，「關冷氣政策」開始落實，引發民怨，環保團體批評「關冷氣政策」「無厘頭、荒謬」。總統蔡英文在臉書po文呼籲全民：「因應這一次突如其來的天災，仍然要靠全民團結一致，國家才能度過難關」，然而後來被發現在為中華少棒隊加油時穿著長袖。
2017年8月3日下午，中華郵政工會理事長鄭光明郵務士召開記者會高喊「憤怒」、「熱衰竭」、「無奈」等口號抗議。他說，政府一個錯誤政策，造大家非常辛苦、非常憤怒，政府沒有錢就砍軍公教，政府沒有電就叫軍公教限電、不要開冷氣，這真的讓人非常無奈。「郵差在外面忍受高溫，回來進入一個密閉式辦公室，卻在下午1點開始不開冷氣，會中暑、會熱衰竭，誰來負責？」
2017年8月5日，台電大樓執行關冷氣政策，但由於大樓下採用玻璃惟幕，加上不通風，使得工作環境異常悶熱，因此有員工中暑送醫。電力工會副理事長彭繼宗指出，「台電大樓上週下午關冷氣後，由於太陽西曬，辦公室溫度飆升到40度，許多有心血管疾病的同仁出現身體不適。因此，電力工會要求台電公司妥善處理關冷氣的措施」。
2017年8月7日，下午三點一到，由於眾多公家機關準時同時開冷氣，導致台電的電力設備無法乘載瞬間過大的用電需求而故障，造成許多地方跳電。根據《蘋果日報》報導，一名飛官指出，早上6點就要起床並展開一整天的飛行任務及訓練，因此中午是補眠的重要時間，如此才能繼續因應下午及夜間的飛行訓練，中華民國國防部若因限電就犧牲他們寶貴的休息時間，難道是要飛官們「疲勞駕駛」？
2017年8月8日，天氣炎熱，高溫助長用電量，限電危機加劇，財政部下令公股行庫全面配合政院節能政策。台灣銀行宣布每天下午一點到三點關冷氣且持續到當周結束，其他時間冷氣也調高到廿八度。不少行員和辦事民眾熱到爆，打電話到總行抗議。財政部次長蘇建榮強調，因應供電吃緊，財政部在8月1日發文給台銀、土銀與輸出入銀行等國營事業，希望尖峰時段能節約用電。「關冷氣政策」實施一周後，逐漸引發地方政府反彈。
2017年8月9日傍晚，行政院發言人徐國勇說：大林火力發電廠一號機已經順利併聯成功，加入系統發電，並在尖峰時段提供20萬千瓦電力供應，有效降低供電緊澀情形。本周供電情形原預估為紅燈，實際情形已轉為橘燈。並宣布：「各行政機關從明天起下午1點時至3點可開冷氣，不過這兩個小時內室溫必須維持28度以上。」且強調「雖然明天可以開冷氣，但供電仍然吃緊，備轉容量真正可以解除紅燈警戒，仍要等到和平電廠電塔修好。 他呼籲大眾仍應持續節電，避免燈號因為不強制關冷氣又轉為紅燈。」同日，商業總會理事長賴正鎰高分貝向政府喊話，勇敢面對缺電事實，在安全無虞下，勇敢啟用核電，再不用核電，台灣經濟明年一定會進加護病房、要用葉克膜來救了！賴正鎰說：「『非核家園』的能源政策是，『講了半天，結果是缺電。』講的都跟事實有所背離，明知現在電力有問題，卻不敢把事實講出來，『這是更嚴重的事情。』他很多企業朋友都因為憂心缺電，開始思考到其他國家去投資。他對這樣的情況感到相當的諷刺。」
2017年8月10日，網友在「公共政策網路參與平台」提案重啟核一與核四，解決限電危機，並以核能發電盈餘發展綠能；也有網友提案，為公務員抱不平，認為行政院應說明先前限制公家機關下午1時到3時吹冷氣的決策過程。
2017年8月14日，毀損的和平電廠輸電電塔經過修復，兩部機組開始滿載供電，限電危機暫告落幕。然而15日上午5時許，長時間滿載發電的和平電廠一號機不堪負荷傳出破管故障解聯，限電危機再起。台灣電力公司估計當日尖峰用電與前一週（尼莎颱風過境後一周）類似，尚能維持供電警戒「橘燈」。惟當日臺灣的總用電量高於台電的預估並創下歷史新高。

### 學界意見
8月11日，中華民國核能學會常務理事葉宗洸表示，「過去一個禮拜經歷限電三溫暖，週一和週二供電備轉容量亮紅燈，下午1時到3時要公務單位不准吹冷氣，民眾洽公非常熱，現在政府能源政策一意孤行，未來這幾年缺、限電會持續不斷發生，對國計民生產生影響令人冷汗直流。日前經濟部說在窮盡一切努力、確保機組安全無虞、社會有共識等三條件下，才可能考慮重起啟動停機中的兩部核能機組，目前台電可用發電設備都已投入供電，總發電量仍不敷需求，更花大把銀子買回工業用電，算不算已窮盡努力？台電目前三部核電機組正在運轉，透過同型機組正常運作，是不是證明確保機組安全無虞，停止運轉的兩座電廠也都已經通過原能會安全檢查，只要原能會同意，這二個機組很快就能上線通電，同型機組都已運轉，為何這二部機組要閒置；另有媒體民調過半民眾贊成重啟核電，是否代表社會已有共識？」
中華民國核能學會理事李敏表示，「將帥無能熱死三軍，不重啟核一和核二停機機組，現在要需量競價買回工業用電權利，一天可能要浪費7200萬元，若不啟動，用天然氣，一天也要2千萬到3千萬，政府不是財政困窘嗎，為何要浪費這個錢，呼籲蔡政府懸崖勒馬，修正能源政策，現在還來得及，過了今年，想勒馬都來不及了，現在是一個契機，現在我們已經發生限電了，民間不願意投資，在台灣資源有限的地方，要怎麼支撐下去，未來能源供電都沒有把握，未來怎麼辦，企業家拍拍屁股就走，留下來的人要怎麼辦。」

#### 建言
1. 核電有助能源安全，我國無須自廢武功，英國淘汰老舊核電廠後，將再新建核電廠，美國也有新核電廠興建中，中國更是積極發展核電，希望減少對煤炭依賴，日本自己經歷福島事故後，已經有12部機組通過更嚴格審查，有5部機組更恢復運轉。
2. 短期內應盡速重啟核一廠1號機和核二廠2號機，未來應在安全無虞且核燃料獲得適當處置下，同意核一、二、三廠延役，每年將可提供400億度電量。
3. 盡速重啟核四廠並完成後續啟動測試，確認安全無虞下商轉，每年將可提供210億度電力。
4. 應以核養綠，要務實面對，要有足夠後援支撐能源發展，不要把目標訂太高，為何現在能源政策令人冷汗直流，因現在政府做法，先去掉核電再發展再生能源，但發展再生能源遇到問題，無法解決，卻把核電廢掉，若連後援都沒有，未來如何發展。[26]

## 備註
1. ↑  由於供電量不足，行政院下令所有公務機關從13時到15時禁止開啟冷氣，並將嚴格稽查室內空調溫度低於26度的店家。